# Santos Amador
Santos Amador (Santa Cruz de la Sierra, 6 aprile 1982) è un calciatore boliviano, difensore del Nacional Potosí.